# Злетарі (Долж)
Злетарі (рум. Zlătari) — село у повіті Долж в Румунії. Входить до складу комуни Гоєшть.
Село розташоване на відстані 186 км на захід від Бухареста, 15 км на північ від Крайови.